# Campeonato da Europa de Atletismo de 2010
A 20ª edição do Campeonato da Europa de Atletismo foi realizado de 27 de julho a 1 de agosto de 2010 no Estádio Olímpico Lluís Companys, em Barcelona, na Espanha. Foram disputadas 47 provas com 1368 atletas de 50 nacionalidades. 

## Medalhistas

### Masculino
| Evento                         | Ouro                                                                                        | Ouro     | Prata                                                                               | Prata    | Bronze                                                                             | Bronze   |
| 100 metros detalhes            | Christophe Lemaitre · França                                                                | 10.11    | Mark Lewis-Francis · Reino Unido                                                    | 10.18    | Martial Mbandjock · França                                                         | 10.18    |
| 200 metros detalhes            | Christophe Lemaitre · França                                                                | 20.37    | Christian Malcolm · Reino Unido                                                     | 20.38    | Martial Mbandjock · França                                                         | 20.42    |
| 400 metros detalhes            | Kévin Borlée · Bélgica                                                                      | 45.08    | Michael Bingham · Reino Unido                                                       | 45.23    | Martyn Rooney · Reino Unido                                                        | 45.23    |
| 800 metros detalhes            | Marcin Lewandowski · Polónia                                                                | 1:47.07  | Michael Rimmer · Reino Unido                                                        | 1:47.17  | Adam Kszczot · Polónia                                                             | 1:47.22  |
| 1500 metros detalhes           | Arturo Casado · Espanha                                                                     | 3:42.74  | Carsten Schlangen · Alemanha                                                        | 3:4.52   | Manuel Olmedo · Espanha                                                            | 3:43.54  |
| 5000 metros detalhes           | Mohammed Farah · Reino Unido                                                                | 13:31.18 | Jesús España · Espanha                                                              | 13:33.12 | Hayle Ibrahimov · Azerbaijão                                                       | 13:34.15 |
| 10000 metros detalhes          | Mohammed Farah · Reino Unido                                                                | 28:24.99 | Chris Thompson · Reino Unido                                                        | 28:27.33 | Daniele Meucci · Itália                                                            | 28:27.33 |
| Maratona detalhes              | Viktor Röthlin · Suíça                                                                      | 2:15:31  | José Manuel Martínez · Espanha                                                      | 2:17:50  | Dmitriy Safronov · Rússia                                                          | 2:18:16  |
| 110 m barreiras detalhes       | Andy Turner · Reino Unido                                                                   | 13.28    | Garfield Darien · França                                                            | 13.34    | Dániel Kiss · Hungria                                                              | 13.39    |
| 400 m barreiras detalhes       | David Dai Greene · Reino Unido                                                              | 48.12    | Rhys Williams · Reino Unido                                                         | 48.96    | Stanislav Melnykov · Ucrânia                                                       | 49.09    |
| 3000 m obstáculos detalhes     | Mahiedine Mekhissi-Benabbad · França                                                        | 8:07,87  | Bouabdellah Tahri · França                                                          | 8:09.28  | Ion Luchianov · Moldávia                                                           | 8:19.64  |
| Revezamento 4x100m detalhes    | França · Jimmy Vicaut · Christophe Lemaitre · Pierre-Alexis Pessonneaux · Martial Mbandjock | 38:11    | Itália · Roberto Donati · Simone Collio · Emanuele Di Gregorio · Maurizio Checcucci | 38:17    | Alemanha · Tobias Unger · Marius Broening · Alexander Kosenkow · Martin Keller     | 38"44    |
| Revezamento 4x400m detalhes    | Rússia · Maksim Dyldin · Alexey Aksenov · Pavel Trenikhin · Vladimir Krasnov                | 3:02:14  | Reino Unido · Conrad Williams · Michael Bingham · Robert Tobin · Martyn Rooney      | 3:02:25  | Bélgica · Arnaud Destatte · Kevin Borlée · Cédric Van Branteghem · Jonathan Borlée | 3:02:60  |
| 20 km marcha detalhes          | Alex Schwazer1 · Itália                                                                     | 1:20:38  | João Vieira · Portugal                                                              | 1:20.49  | Robert Heffernan · Irlanda                                                         | 1:21:00  |
| 50 km marcha detalhes          | Yohann Diniz · França                                                                       | 3:40:37  | Grzegorz Sudoł · Polónia                                                            | 3:42:24  | Sergej Bakulin · Rússia                                                            | 3:43:26  |
| Salto em altura detalhes       | Aleksandr Shustov · Rússia                                                                  | 2,33 m   | Ivan Ukhov · Rússia                                                                 | 2,31 m   | Martyn Bernard · Reino Unido                                                       | 2,29 m   |
| Salto com vara detalhes        | Renaud Lavillenie · França                                                                  | 5,85 m   | Maksym Mazuryk · Ucrânia                                                            | 5,80 m   | Przemysław Czerwiński · Polónia                                                    | 5,75 m   |
| Salto em distância detalhes    | Christian Reif · Alemanha                                                                   | 8,47 m , | Kafétien Gomis · França                                                             | 8,24 m   | Chris Tomlinson · Reino Unido                                                      | 8,23 m   |
| Salto triplo detalhes          | Phillips Idowu · Reino Unido                                                                | 17,81 m  | Marian Oprea · Roménia                                                              | 17,51 m  | Teddy Tamgho · França                                                              | 17,45 m  |
| Arremesso de peso detalhes     | Tomasz Majewski2 · Polónia                                                                  | 21,00 m  | Ralf Bartels · Alemanha                                                             | 20,93 m  | Māris Urtāns · Letônia                                                             | 20,72 m  |
| Lançamento de disco detalhes   | Piotr Małachowski · Polónia                                                                 | 68,87 m  | Robert Harting · Alemanha                                                           | 68,47 m  | Róbert Fazekas · Hungria                                                           | 66,43 m  |
| Lançamento de dardo detalhes   | Andreas Thorkildsen · Noruega                                                               | 88,37 m  | Matthias De Zordo · Alemanha                                                        | 87,81 m  | Tero Pitkämäki · Finlândia                                                         | 86,67 m  |
| Lançamento de martelo detalhes | Libor Charfreitag · Eslováquia                                                              | 80,02 m  | Nicola Vizzoni · Itália                                                             | 79,12 m  | Krisztián Pars · Hungria                                                           | 79,06 m  |
| Decatlo detalhes               | Romain Barras · França                                                                      | 8.453 p. | Eelco Sintnicolaas · Países Baixos                                                  | 8.436 p. | Andrėj Kraŭčanka · Bielorrússia                                                    | 8.370 p. |

1Stanislav Emelyanov da Rússia originalmente ganhou a medalha de ouro 20 km marcha  com um tempo de 1:20:10, mas foi desqualificados em 2014 e todos os seus resultados desde 26 de julho de 2010 foram cancelados. 
2Andrei Mikhnevich da Bielorrússia ganhou originalmente a medalha de ouro com 21,01 m, mas foi desqualificado em 2013 e (todos os seus resultados a partir do Campeonato Mundial de 2005 foram cancelados).

### Feminino
| Evento                         | Ouro                                                                                | Ouro     | Prata                                                                               | Prata    | Bronze                                                                         | Bronze   |
| 100 metros detalhes            | Verena Sailer · Alemanha                                                            | 11.10    | Véronique Mang · França                                                             | 11.11    | Myriam Soumaré · França                                                        | 11.18    |
| 200 metros detalhes            | Myriam Soumaré · França                                                             | 22.32    | Yelizaveta Bryzhina · Ucrânia                                                       | 22.44    | Aleksandra Fedoriva · Rússia                                                   | 22.44    |
| 400 metros detalhes            | Tatyana Firova · Rússia                                                             | 49.89    | Kseniya Ustalova · Rússia                                                           | 49.92    | Antonina Krivoshapka · Rússia                                                  | 50.10    |
| 800 metros detalhes            | Yvonne Hak · Países Baixos                                                          | 1:58.85  | Jenny Meadows · Reino Unido                                                         | 1:59.39  | Lucia Klocová · Eslováquia                                                     | 1:59.64  |
| 1500 metros detalhes           | Nuria Fernández · Espanha                                                           | 4:00.20  | Hind Dehiba · França                                                                | 4:01.17  | Natalia Rodríguez · Espanha                                                    | 4:01.30  |
| 5000 metros detalhes           | Elvan Abeylegesse · Turquia                                                         | 14:54.44 | Sara Moreira · Portugal                                                             | 14:54.71 | Jéssica Augusto · Portugal                                                     | 14:58.47 |
| 10000 metros detalhes          | Elvan Abeylegesse · Turquia                                                         | 31:10.23 | Jéssica Augusto · Portugal                                                          | 31:25.77 | Hilda Kibet · Países Baixos                                                    | 31:36.90 |
| Maratona detalhes              | Anna Incerti · Itália                                                               | 2:32:15  | Tetyana Filonyuk · Ucrânia                                                          | 2:32:48  | Isabellah Andersson · Suécia                                                   | 2:33:57  |
| 100 m barreiras detalhes       | Nevin Yanıt · Turquia                                                               | 12.63    | Derval O'Rourke · Irlanda                                                           | 12.65    | Carolin Nytra · Alemanha                                                       | 12.68    |
| 400 m barreiras detalhes       | Natalya Antyukh · Rússia                                                            | 52.92    | Vania Stambolova · Bulgária                                                         | 53.82    | Perri Shakes-Drayton · Reino Unido                                             | 54.18    |
| 3000 m obstáculos detalhes     | Yuliya Zarudneva · Rússia                                                           | 9:17.57. | Hatti Dean · Reino Unido                                                            | 9:30.19  | Wioletta Frankiewicz · Polónia                                                 | 9:34.13  |
| Revezamento 4x100m detalhes    | Ucrânia · Olesja Povch · Nataliya Pohrebnyak · Mariya Ryemyen · Yelizaveta Bryzhina | 42.29    | França · Myriam Soumaré · Véronique Mang · Lina Jacques-Sébastien · Christine Arron | 42.45    | Polónia · Marika Popowicz · Daria Korczyńska · Marta Jeschke · Weronika Wedler | 42.68    |
| Revezamento 4x400m detalhes    | Alemanha · Fabienne Kohlmann · Esther Cremer · Janin Lindenberg · Claudia Hoffmann  | 3:24.07  | Reino Unido · Nicola Sanders · Marilyn Okoro · Lee McConnell · Perri Shakes-Drayton | 3:24.32  | Itália · Chiara Bazzoni · Marta Milani · Maria Enrica Spacca · Libania Grenot  | 3:25.71  |
| 20 km marcha detalhes          | Anisya Kirdyapkina · Rússia                                                         | 1:28:5   | Vera Sokolova · Rússia                                                              | 1:29:32  | Melanie Seeger · Alemanha                                                      | 1:29:43  |
| Salto em altura detalhes       | Blanka Vlašić · Croácia                                                             | 2,03 m   | Emma Green · Suécia                                                                 | 2,01 m   | Ariane Friedrich · Alemanha                                                    | 2,01 m   |
| Salto com vara detalhes        | Svetlana Feofanova · Rússia                                                         | 4,75 m   | Silke Spiegelburg · Alemanha                                                        | 4,65 m   | Lisa Ryzih · Alemanha                                                          | 4,65 m   |
| Salto em distância detalhes    | Ineta Radēviča · Letônia                                                            | 6,92 m   | Naide Gomes · Portugal                                                              | 6,92 m   | Ol'ga Kučerenko · Rússia                                                       | 6,84 m   |
| Salto triplo detalhes          | Ol'ha Saladucha · Ucrânia                                                           | 14,81 m  | Simona La Mantia · Itália                                                           | 14,56 m  | Svetlana Bolshakova · Bélgica                                                  | 14,55 m  |
| Arremesso de peso detalhes     | Anna Avdeyeva · Rússia                                                              | 19,39 m  | Yanina Pravalinskay-Karolchyk · Bielorrússia                                        | 19,29 m  | Olga Ivanova · Rússia                                                          | 19,02 m  |
| Lançamento de disco detalhes   | Sandra Perković · Croácia                                                           | 64,67 m  | Nicoleta Grasu · Roménia                                                            | 63,48 m  | Joanna Wiśniewska · Polónia                                                    | 62,37 m  |
| Lançamento de dardo detalhes   | Linda Stahl · Alemanha                                                              | 66,81 m  | Christina Obergföll · Alemanha                                                      | 65,58 m  | Barbora Špotáková · Chéquia                                                    | 65,36 m  |
| Lançamento de martelo detalhes | Betty Heidler · Alemanha                                                            | 76,38 m  | Tatyana Lysenko · Rússia                                                            | 75,65 m  | Anita Włodarczyk · Polónia                                                     | 73,56 m  |
| Heptatlo detalhes              | Jessica Ennis · Reino Unido                                                         | 6.823 p. | Natalya Dobrynska · Ucrânia                                                         | 6.778 p. | Jennifer Oeser · Alemanha                                                      | 6.683 p. |

## Quadro de medalhas
| Ordem | País          | Medalha de ouro | Medalha de prata | Medalha de bronze | Total |
| ----- | ------------- | --------------- | ---------------- | ----------------- | ----- |
| 1     | França        | 8               | 6                | 4                 | 18    |
| 2     | Rússia        | 8               | 4                | 5                 | 17    |
| 3     | Reino Unido   | 6               | 10               | 4                 | 20    |
| 4     | Alemanha      | 5               | 6                | 6                 | 17    |
| 5     | Polónia       | 3               | 1                | 6                 | 10    |
| 6     | Turquia       | 3               | 0                | 0                 | 3     |
| 7     | Ucrânia       | 2               | 4                | 1                 | 7     |
| 8     | Itália        | 2               | 3                | 3                 | 8     |
| 9     | Espanha       | 2               | 2                | 2                 | 6     |
| 10    | Croácia       | 2               | 0                | 0                 | 2     |
| 11    | Países Baixos | 1               | 1                | 1                 | 3     |
| 12    | Bélgica       | 1               | 0                | 2                 | 3     |
| 13    | Letônia       | 1               | 0                | 1                 | 2     |
| 13    | Eslováquia    | 1               | 0                | 2                 | 2     |
| 15    | Noruega       | 1               | 0                | 0                 | 1     |
| 15    | Suíça         | 1               | 0                | 0                 | 1     |
| 17    | Portugal      | 0               | 4                | 1                 | 5     |
| 18    | Roménia       | 0               | 2                | 0                 | 2     |
| 19    | Bielorrússia  | 0               | 2                | 0                 | 2     |
| 19    | Irlanda       | 0               | 1                | 1                 | 2     |
| 19    | Suécia        | 0               | 1                | 1                 | 2     |
| 22    | Bulgária      | 0               | 1                | 0                 | 1     |
| 23    | Hungria       | 0               | 0                | 3                 | 3     |
| 24    | Azerbaijão    | 0               | 0                | 1                 | 1     |
| 24    | Chéquia       | 0               | 0                | 1                 | 1     |
| 24    | Finlândia     | 0               | 0                | 1                 | 1     |
| 24    | Moldávia      | 0               | 0                | 1                 | 1     |
|       | TOTAL         | 47              | 47               | 47                | 141   |

Legenda
| Recorde mundial       | Recorde mundial (World record)               |                       | Recorde africano                      | Recorde africano (African) |                                           | Q | Classificado por posição (Qualified) |
| Recorde do campeonato | Recorde do campeonato (Championship record)  | Recorde da América    | Recorde da América (Americas)         | q                          | Classificado por melhor tempo (Qualified) |   |                                      |
| Melhor marca do ano   | Melhor marca do ano (World leading)          | Recorde asiático      | Recorde asiático (Asian)              | DNS                        | Não largou (Did not start)                |   |                                      |
| Recorde nacional      | Recorde nacional (National record)           | Recorde europeu       | Recorde europeu (European)            | DNF                        | Não terminou (Did not finish)             |   |                                      |
| Recorde pessoal       | Recorde pessoal do atleta (Personal best)    | Recorde da Oceania    | Recorde da Oceania (Oceania)          | DSQ / DQ                   | Desclassificado (Disqualified)            |   |                                      |
| Recorde da temporada  | Recorde da temporada do atleta (Season best) | Recorde sul-americano | Recorde sul-americano (South America) | NM                         | Sem marca (No mark)                       |   |                                      |